# Và con tim đã vui trở lại
Và con tim đã vui trở lại là một bài hát do nhạc sĩ Đức Huy sáng tác. Bài hát được Đức Huy viết trong lúc đang làm việc, vừa hát vừa đàn ghita trên chiếc tàu du lịch của Mỹ trên đảo Hawaii với tâm trạng cô đơn, và đang đọc Thánh Kinh. Mặc dù Và con tim đã vui trở lại được biết nhiều bằng tiếng Việt nhưng ban đầu nó được viết bằng tiếng Anh.